# Велика награда Француске 1994.
Велика награда Француске 1994. године је била трка у светском шампионату Формуле 1 1994. године која се одржала на аутомобилској стази „Мањи Кур“ у Монтреалу, 3. јула 1994. године.
Победник је био Михаел Шумахер, другопласирани Дејмон Хил, док је трку као трећепласирани завршио Герхард Бергер.